# Сергинско-Уфалейский горный округ
Се́ргинско-Уфале́йский го́рный о́круг — один из уральских горных округов, был создан на территории Екатеринбургского и Красноуфимского уездов Пермской губернии.
Включал металлургические заводы, основанные Демидовыми и Мосоловыми. Михаил Павлович Губин выкупил у них Нижне-Сергинский и Верхне-Сергинский заводы, Уфалейский доменный и молотовый и Суховязский передельный заводы. Также им были построены Атигский (1790 год) и Козинский (1801 год) молотовые заводы, Михайловский железоделательный завод (1808 год) и Нижнеуфалейский молотовый завод (1813 год). Губин объединил свои заводы северной части Урала в Сергинско-Уфалейский горный округ.
После смерти Губина в 1818 году и раздела его наследства горный округ перешёл к младшему сыну Константину. Но он растратил значительная часть наследства, и Сергинско-Уфалейские заводы были взяты в 1841 году под казённый присмотр, а в 1844 году управление ими перешло к жене Константина А. И. Губиной, которая после смерти Константина Михайловича Губина в 1848 году вышла замуж за полковника, затем — генерал-майора П. П. Ушакова. К 1856 году она «расширила во всех отношениях производительность заводов».
В 1864—1881 годах горный округ находился во временном казённом управлении, несколько раз безрезультатно его пытались продать с торгов.
В 1881 году горный округ приобрело Товарищество Сергинско-Уфалейских горных заводов, основанное торговым домом Э. М. Мейера, фирмой Гинцбургов и «Русским и Французским банком».
С 1913 года владельцем округа стад консорциум с участием Торгово-промышленного и Русско-азиатского банков.
Во время Первой мировой войны заводы округа стали выпускать военную продукцию, в частности колючую проволоку, на которую в 1916 году пришлось 40 % всего производства металла, выплавленного на заводах округа.